# Cymbidiella
Cymbidiella – rodzaj roślin z rodziny storczykowatych (Orchidaceae). Obejmuje 3 epifityczne gatunki, które są endemitami występującymi na Madagaskarze.
Wszystkie gatunki z tego rodzaju zostały przeniesione w 2021 roku do rodzaju Eulophia.

## Morfologia
KwiatyKwiaty kremowe, żółto-zielone lub zielone oraz białą lub jasnozieloną warżką, z czarnymi lub czerwonymi żyłkami lub kropkami.

## Systematyka
Rodzaj sklasyfikowany do podplemienia Eulophiinae w plemieniu Cymbidieae, podrodzina epidendronowe (Epidendroideae), rodzina storczykowate (Orchidaceae), rząd szparagowce (Asparagales) w obrębie roślin jednoliściennych.
Wykaz gatunków
- Cymbidiella falcigera (Rchb.f.) Garay
- Cymbidiella flabellata (Thouars) Rolfe
- Cymbidiella pardalina (Rchb.f.) Garay